# Ramiro Tapia
Ramiro Tapia Ruano (Santander, 31 de julio de 1931-Salamanca, 11 de febrero de 2024) fue un pintor español. Pionero del diseño textil y gráfico

## Biografía
Nacido en Santander en 1931. Su padre era un químico que trabajaba con el heredero de Ramón y Cajal en su Instituto. Ramiro estuvo influenciado por su abuela paterna, una salmantina de familia de ganaderos, aficionada a la pintura; y por su madre, una aristócrata, amiga y protectora de artistas —Manolo Caracol, Lola Flores, Miguel de Molina, Gracia de Triana— que acudían a su casa.
Tras estudiar unos años Arquitectura en la Escuela de Artes y Oficios de Madrid (1949-1952), decidió abandonar los estudios universitarios, y dedicarse al arte. Asistió a clases de dibujo en la academia del arquitecto Enrique López-Izquierdo, integrándose en el círculo de vanguardia de Madrid, e interviniendo en diversas exposiciones colectivas, y asistiendo al Círculo de Bellas Artes. Durante esa época, Tapia compartió estudio con el escenógrafo José Luis Pradera, quien desarrollaría su carrera en Londres, la compositora Carmen Santoja, componente del dúo Vainica Doble, y la actriz Chus Lampreave.
En 1956, Tapia se trasladó a Bilbao, donde trabajó como director artístico de la empresa Ceplástica. Allí sus dibujos fueron estampados sobre telas plastificadas de cortinas de ducha, paraguas y revestimientos. También destacó por la creación de murales, como el realizado para los Cines Capitol de Bilbao, de setenta metros cuadrados de superficie y que fue posteriormente destruido.
Ramiro se trasladó a Salamanca en 1961, donde pasó el resto de su vida. Allí instaló un taller en una antigua casa de campo familiar donde desarrolló una etapa de depuración formal a la que pertenece el cuadro 'Códice en oro' con la que obtuvo el Segundo Premio de Pintura Moderna en La Bienal Internacional de Bayona.
Durante los años sesenta, desempeñó el papel de director artístico en varias empresas, como Gastón y Daniela, generando diseños de gran modernidad.
En la década de los setenta, Ramiro Tapia empieza a explorar el tema de la simetría, una reflexión que da origen a una serie de obras donde combina arquitecturas y vegetación de manera extraordinaria. Este período marca el inicio de una de sus etapas más significativas, caracterizada por las series «Arquitecturas imposibles» y «Botánicas fantásticas».
En las siguientes décadas anteriores al 2000 se observa un cambio significativo en su pintura afectando tanto a su forma como a su contenido. En los 80, estrena la serie «Hekatombe», en la cual el fuego y la explosión se presentan como una premonición apocalíptica que toma forma en seres dantescos y faunas mutantes, que seguirá desarrollando en los 90 con ogros, «perros llameantes» o «personajes verdes».
En el siglo XXI comienza su obra «Laberintos de Interior» en la que innova con temáticas oníricas y símbolos del inconsciente que le conducen a una visión plástica diferente en el planteamiento y la ejecución.
Desde entonces, continuó exhibiendo su obra, explorando nuevas etapas y colaborando en proyectos multidisciplinarios: «Lo Imaginario», en la Galería Artis (Salamanca, 2013), donde se observa un cambio hacia una nueva etapa llamada «Figuraciones Emblemáticas», que incluía combinaciones arbitrarias de elementos figurativos. En 2019, realizó el cartel de Ferias y Fiestas de Salamanca.

## Obra
Su obra forma parte de los fondos de diferentes colecciones, como la Amato Lanza Collection de Nueva York, The Vincent Price Collection de Chicago, la Fundación Pierre Satet de París o Berta Fischer de Suiza. También forma parte de los fondos del Museo Nacional Centro de Arte Reina Sofía, el Museo Provincial de Salamanca o el Museo de Arte Contemporáneo Costa de la Muerte de Galicia, entre otros. Además, realizó setenta exposiciones individuales y participó en diversas exposiciones en: Alemania, Bélgica, Estados Unidos, Francia, Holanda, Japón, Polonia y Suiza, entre otros.